# Fucus
Genre
Le Fucus, Fucus, est un genre d'algues brunes de la famille des Fucaceae, comportant de nombreuses espèces. Sur des côtes rocheuses subissant des marées d'amplitude importante (comme en Bretagne), un étagement de Fucus peut être observé : Fucus spiralis, Fucus vesiculosus puis Fucus serratus du haut vers le bas de la zone de balancement des marées. La couverture végétale en Fucus peut être très importante sur certaines côtes et dépasser 80 %.
Certaines variétés de Fucus se rencontrent parfois dans des préparations pharmaceutiques. Entre autres, les dragées laxatives Fuca dans leur formulation en France (mais pas dans la formulation en Belgique) en contiennent.

## Liste d'espèces
Selon AlgaeBase (25 août 2017) :
- Fucus abnormis Stackhouse (Sans vérification)
- Fucus acicularis Esper
- Fucus aculeatus Esper
- Fucus acutus 'Turner' (Sans vérification)
- Fucus albidus Esper
- Fucus albus Esper
- Fucus allantoides Brown ex Turner (Statut incertain)
- Fucus angulatus Gmelin
- Fucus angulatus Roussel
- Fucus antennulatus Raffeneau Delile (Sans vérification)
- Fucus antennulatus Raffeneau-Delile (Sans vérification)
- Fucus aphyllantos Gmelin (Sans vérification)
- Fucus articulatus S.G.Gmelin
- Fucus atomarius (Woodward) Bertoloni (Sans vérification)
- Fucus atomarius S.G.Gmelin
- Fucus barbulatus Poiret (Sans vérification)
- Fucus bastera S.G.Gmelin
- Fucus bicornis De la Pylaie (Sans vérification)
- Fucus bicornis Gmelin (Sans vérification)
- Fucus bipinnatus Desfontaines
- Fucus botryoides Forsskål (Statut incertain)
- Fucus brevifolius Poiret (Sans vérification)
- Fucus brongiartii Watelet (Statut incertain)
- Fucus buxbaumii C.Agardh (Sans vérification)
- Fucus callopilophorus Forsskål
- Fucus capensis Areschoug
- Fucus capitatus Gmelin (Sans vérification)
- Fucus capitatus Stackh. (Sans vérification)
- Fucus capreolatus R.Brown (Sans vérification)
- Fucus cartilagineus Gunnerus (Statut incertain)
- Fucus caulescens Gmelin (Sans vérification)
- Fucus ceranoides Linnaeus
- Fucus cespitosus  (Sans vérification)
- Fucus chalonii Feldmann
- Fucus cirrhifolius West (Sans vérification)
- Fucus clavatus C.Agardh
- Fucus coarctatus Schousboe (Sans vérification)
- Fucus compressus C.Agardh
- Fucus conglobatus Turner (Sans vérification)
- Fucus conoides Forssk. (Sans vérification)
- Fucus coralloides S.G.Gmelin (Statut incertain)
- Fucus coriaceus Roussel (Sans vérification)
- Fucus cornatus  (Sans vérification)
- Fucus corniculatus Wulfen
- Fucus corrigerus Vahl (Sans vérification)
- Fucus cottonii M.J.Wynne & Magne
- Fucus cribrosus Mertens f. (Sans vérification)
- Fucus cystocarpus C.Agardh (Sans vérification)
- Fucus deformis Esper
- Fucus degenerativus (Arcich.) Richard (Sans vérification)
- Fucus denudatus 'Turner' (Sans vérification)
- Fucus deustus 'Fl.Dan.' (Sans vérification)
- Fucus diaphanus Esper (Statut incertain)
- Fucus diaphanus Raffeneau Delile (Sans vérification)
- Fucus dichotomus Sauvageau
- Fucus diffusus Hudson
- Fucus disciplinalis Bory (Sans vérification)
- Fucus distichus Linnaeus
- Fucus divaricatus Gunnerus
- Fucus emarginatus Vahl (Sans vérification)
- Fucus eocenicus Watelet (Statut incertain)
- Fucus evesiculosus Bory (Sans vérification)
- Fucus exilis R.Brown (Sans vérification)
- Fucus felinus Raffeneau Delile (Sans vérification)
- Fucus fibrilla Esper
- Fucus filicinus Hudson (Statut incertain)
- Fucus filiformis S.G.Gmelin (Statut incertain)
- Fucus fimbriatus S.G.Gmelin
- Fucus fistulosus "Huds." (Sans vérification)
- Fucus flabellum Bertoloni (Sans vérification)
- Fucus flaccidus J.V.Lamouroux
- Fucus flagellaris Esper
- Fucus flexilis Wulfen
- Fucus forsskaolii Mertens (Sans vérification)
- Fucus friabilis Clemente (Statut incertain)
- Fucus fulvescens Esper
- Fucus fungosus Desf. (Sans vérification)
- Fucus funiformis Gunnerus (Sans vérification)
- Fucus furcatus Stackhouse
- Fucus geniculatus S.G.Gmelin
- Fucus globulifer Turner (Statut incertain)
- Fucus gramineus A.P.de Candolle
- Fucus guiryi G.I.Zardi, K.R.Nicastro, E.S.Serrão & G.A.Pearson
- Fucus heterophyllus C.L.Willdenow (Statut incertain)
- Fucus hirtus Bonpland
- Fucus humboldtii Bonpland
- Fucus humilis Schousboe (Sans vérification)
- Fucus hypnoides Wulfen (Statut incertain)
- Fucus imbricatus Schousboe (Sans vérification)
- Fucus intermedius van Goor
- Fucus jovii Watelet (Statut incertain)
- Fucus lagasca Clemente
- Fucus lichenoides Goodenough & Woodward
- Fucus lichenoides S.G.Gmelin
- Fucus ligulatus S.G.Gmelin
- Fucus lobatus Schousboe (Sans vérification)
- Fucus lubricus Schousboe (Sans vérification)
- Fucus mamillaris Esper
- Fucus marceauxii Watelet (Statut incertain)
- Fucus marginalia Schousboe (Sans vérification)
- Fucus marginalis Wulfen (Statut incertain)
- Fucus membranaceus N.L.Burman
- Fucus membranifolius Withering
- Fucus mesembrianthemi Schousboe (Sans vérification)
- Fucus nereideus Lightfoot
- Fucus nobilis Watelet (Statut incertain)
- Fucus osmunda S.Gmelin
- Fucus ovifrons Weber & D.Mohr
- Fucus palmetta S.G.Gmelin
- Fucus papillosus S.G.Gmelin
- Fucus parksii Gardner
- Fucus passyi Watelet (Statut incertain)
- Fucus pinnatus N.L.Burman
- Fucus plumula Esper
- Fucus polyphyllus S.G.Gmelin
- Fucus potamogetifolius Turra
- Fucus pumilus Hudson
- Fucus pygmaeus Lightfoot
- Fucus racemosus Esper
- Fucus radicans L.Bergström & L.Kautsky
- Fucus rigidus Turra
- Fucus rissoanus Schousboe (Sans vérification)
- Fucus serratus Linnaeus
- Fucus seta Sprengel
- Fucus setaceus Esper
- Fucus setaceus Hudson
- Fucus setaceus Poiret
- Fucus setaceus Wulfen
- Fucus siliculosus Linnaeus
- Fucus spataeformis Esper
- Fucus spermophorus Linnaeus
- Fucus sphaerocephalus Esper
- Fucus spiralis Linnaeus
- Fucus squamulosus Turner
- Fucus tendo Linnaeus
- Fucus tenuissimus Esper
- Fucus tetragonus Goodenough & Woodward
- Fucus ulvoides Turner
- Fucus uncialis Schousboe (Sans vérification)
- Fucus undulatus J.Gmelin
- Fucus uniformis Esper
- Fucus vesiculosus Linnaeus (espèce type)
- Fucus virens Schousboe (Sans vérification)
- Fucus virsoides J.Agardh
- Fucus vulpinus Esper (Statut incertain)
- Fucus zeylanicus Retzius

Selon ITIS (25 août 2017) :
- Fucus ceranoides
- Fucus distichus Linnaeus, 1767
- Fucus evanescens
- Fucus gardneri
- Fucus lutarius
- Fucus muscoides
- Fucus serratus
- Fucus spiralis
- Fucus vesiculosus